# Wolfgang Schüssel
Wolfgang Schüssel (Viena, Austria, 7 de junio de 1945) es un político austriaco, Canciller de su país entre febrero de 2000 y enero de 2007. Su partido político es el Partido Popular de Austria (Österreichische Volkspartei, ÖVP). En 2011 abandonó su mandato parlamentario en respuesta a los cargos de corrupción presentados contra antiguos miembros de su Gobierno.
Sus mandatos como canciller tuvieron relevancia a nivel de la política de la Unión Europea (UE).

## Biografía
Wolfgang Schüssel nació en Viena, Austria, el 7 de junio de 1945, siendo hijo de una maestra y un periodista afiliado al Partido Nacionalsocialista Obrero Alemán (partido nazi) antes de la derrota al final de la Segunda Guerra Mundial en 1945. Creció en un hogar marcado por las dificultades económicas.

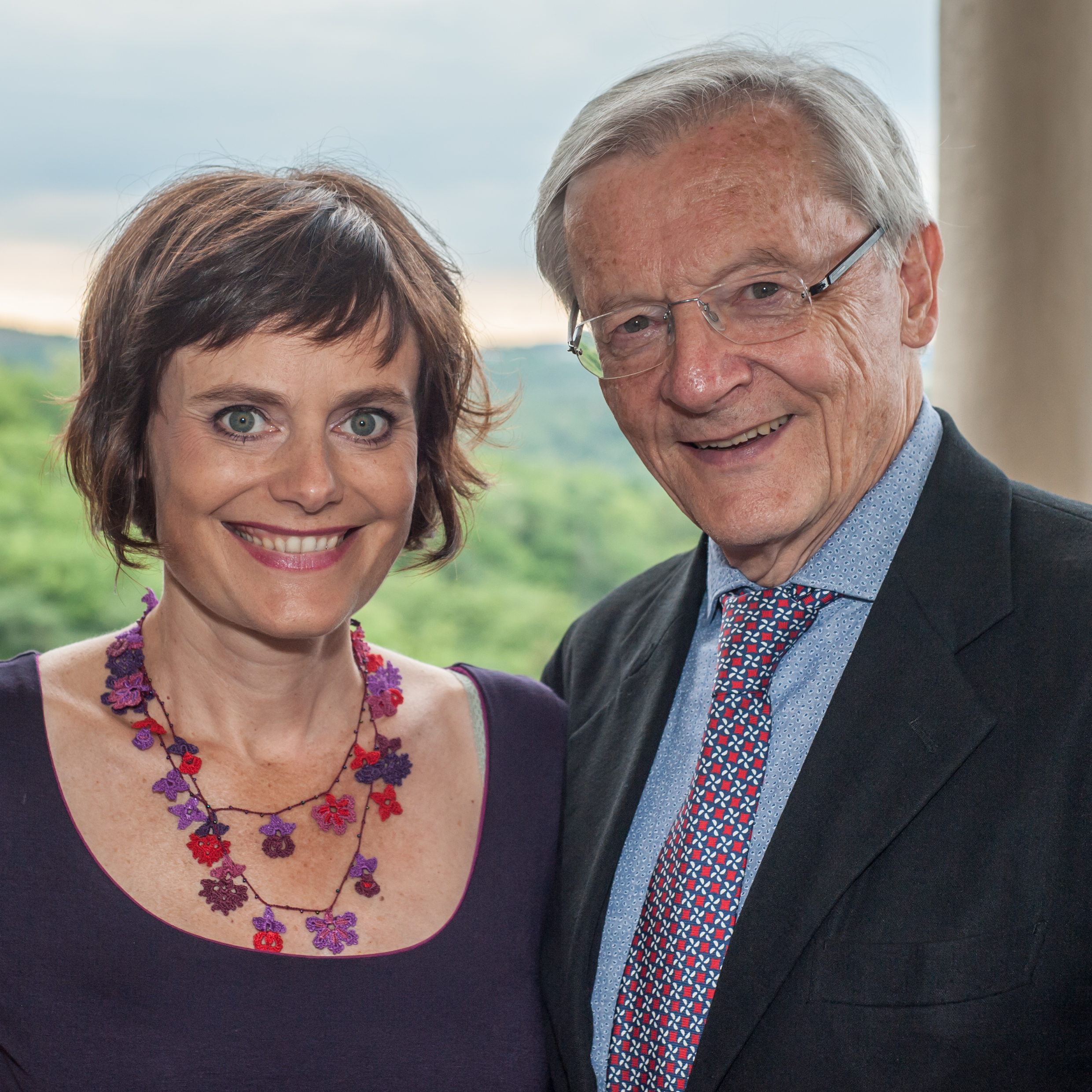
Wolfgang Schüssel y la actriz Nina Blum, su hija.

## Trayectoria política
En septiembre de 1998 mientras ejercía como ministro de asuntos Exteriores y vicecanciller austriaco, Schüssel presentó la idea de una “nueva asociación para Europa”, que abarcaría a los entonces quince Estados miembros de la Unión Europea, a los once candidatos del Este y a Chipre, a Turquía, a los restos de la Asociación Europea de Libre Comercio (AELC), a los países de la Comunidad de Estados Independientes (CEI), incluidos Rusia, Moldavia y Ucrania, y a los países mediterráneos. En total, aproximadamente 988 millones de habitantes en ese momento.
La iniciativa no contó con apoyo suficiente por parte de los otros gobiernos de la Unión Europea, por lo que no hubo continuidad como proyecto.

### Canciller Federal de Austria

#### Primer mandato
Schüssel alcanzó la Cancillería de forma polémica. Hasta 1999, el ÖVP había sido socio de gobierno del Partido Socialdemócrata de Austria (Sozialdemokratische Partei Österreichs, SPÖ). En las elecciones generales de Austria de 1999, el SPÖ se mantuvo como la fuerza más votada, pero perdió más de 300 000 votos. El Partido de la Libertad de Austria (Freiheitliche Partei Österreichs, FPÖ), nacionalista y próximo a la extrema derecha, liderado en ese momento por Jörg Haider, se situó en segundo lugar, obteniendo apenas 415 votos más que el ÖVP (sobre un total de más de 4,6 millones de votos emitidos a nivel nacional). En esas circunstancias, Schüssel entró en negociaciones con Haider, que condujeron a un acuerdo de gobierno por el que Schüssel se convertía en Canciller.
Como consecuencia a la entrada del FPÖ en el gobierno (aunque el propio Haider nunca ocupó cargo alguno en el mismo), los líderes de los otros 14 Estados miembros de la Unión Europea adoptaron una serie de "sanciones" contra el gobierno austriaco, de carácter informal (dado que la procedimiento legislativo en la Unión Europea no permitía adoptar medidas oficiales contra un Estado miembro). Estas sanciones incluían una reducción de los contactos diplomáticos con Austria al mínimo.
Las sanciones, si bien no provocaron daños materiales o económicos, redujeron el entusiasmo inicial de los austriacos tras su adhesión a la Unión Europea. A la vista de que los efectos de las sanciones eran contraproducentes, las relaciones se normalizaron durante el verano de 2000, a pesar de que no se produjeron cambios en el gobierno austriaco.
Pese a la situación Schüssel buscó demostrar que su europeísmo no se había resquebrajado.

#### Segundo mandato
En las elecciones generales de Austria de 2002, el VPÖ se convirtió en el principal partido del país, superando los 2 millones de votos. El FPÖ, en cambio, perdió 750 000 votos y cayó a la tercera posición entre las fuerzas más votadas. Ambas formaciones renovaron su compromiso de gobierno, pero en esta ocasión el poder del FPÖ era mucho menor.
Angela Merkel, entonces presidenta de la Unión Demócrata Cristiana de Alemania (CDU), interpretó la victoria de Schüssel, en las elecciones legislativas como “una bofetada” para el canciller alemán, Gerhard Schroeder.

##### Unión Europea
Durante el primer semestre de 2006 ocupó la presidencia rotatoria del Consejo de la Unión Europea. Schüssel anunció que sus prioridades serían aprobar el presupuesto de la Unión Europea, dinamizar el debate sobre el tratado por el que se establece una Constitución para Europa, eclipsado tras el rechazo de Francia y Países Bajos, promover el fomento del empleo y la investigación e innovación y mejorar las relaciones con los Balcanes. Además su ministra de asuntos Exteriores, Ursula Plassnik, mantuvo la oposición del gobierno austriaco a la apertura de negociaciones de adhesión de Turquía a la Unión Europea.
En junio de 2006 Schüssel presentó una propuesta sobre la continuación del proceso constitucional que estableció un calendario para salir de la crisis. Según el proyecto, durante la presidencia alemana del Consejo de la Unión Europea 2007, después de “amplias consultas” con los socios, elaboraría un informe con los “posibles desarrollos” que serviría de base para la decisiones que habrían de tomarse “durante el segundo semestre de 2008, como muy tarde”, es decir, antes de que se instasen en 2009 la nueva Comisión y un nuevo Parlamento europeos. La propuesta fue aprobada y la presidencia alemana abrió el camino a la entrada en vigor del Tratado de Lisboa en 2009.